# جين والتون روزين
جين والتون روزين (بالإنجليزية: Jayne Walton Rosen)‏ هي مغنية أمريكية، ولدت في 28 أغسطس 1917، وتوفيت في 10 يناير 2010.

## وصلات خارجية
- جين والتون روزين على موقع IMDb (الإنجليزية)